# سیف‌الدوله حمدانی
ابوالحسن علی ابن ابو الهیجاء بن حمدان بن حارث سیف الدوله مؤسس حکومت حمدانیان بر حلب بود. او در سال۳۳۳، از برادرش ناصرالدوله، برای تصرف شام درخواست کمک کرد. وی نخست حلب و به‌تدریج برخی دیگر از نواحی شام گذشته را به تصرف خود درآورد و حکومت خود را تثبیت کرد.